# Ath-Immel
Ath-Immel est une tribu de Kabylie sise dans la wilaya de Béjaïa, correspondant plus au moins au territoire de la commune et Daïra de Timezrit, Algérie.
Ath-Yimmel sont les habitants de cette tribu du même nom. Officiellement, comme c'est le cas pour tous les toponymes de la Kabylie, l'Administration utilise des dénominations peu appropriées pour désigner les communes. Ainsi au lieu de redonner vie à "Ath-Immel" on a préféré retenir le nom de Yemma Timezrit, relativement à une des filles de Sidi-Ayad.